# 舌叶垂头菊
舌叶垂头菊（学名：Cremanthodium lingulatum）是菊科垂头菊属的植物，为中国的特有植物。分布在中国大陆的西藏等地，生长于海拔3,000米至5,000米的地区，一般生长在高山草甸、高山冰碛中和灌丛中，目前尚未由人工引种栽培。